# 川口市立飯仲小学校
川口市立飯仲小学校（かわぐちしりつ いいなかしょうがっこう）は、埼玉県川口市南町にある公立小学校。

## 沿革
- 1952年4月1日 - 川口市立仲町小学校を分離して川口市立飯仲小学校として開校。学区変更により一部の生徒が川口市立飯塚小学校から移籍[1]
- 1959年4月1日 - 川口市立原町小学校を分離

## 教育目標
- 健康でたくましい子ども
- 思いやりのある子ども
- 進んで学習する子ども[2]

## 通学区域
- 川口3丁目 - 一部
- 川口4丁目 - 全域
- 川口5丁目 - 全域
- 川口6丁目 - 全域
- 仲町 - 一部
- 南町 - 一部[3]